# Basse-Californie du Sud
Pour les articles homonymes, voir Californie (homonymie), Basse-Californie, BCS et Baja.

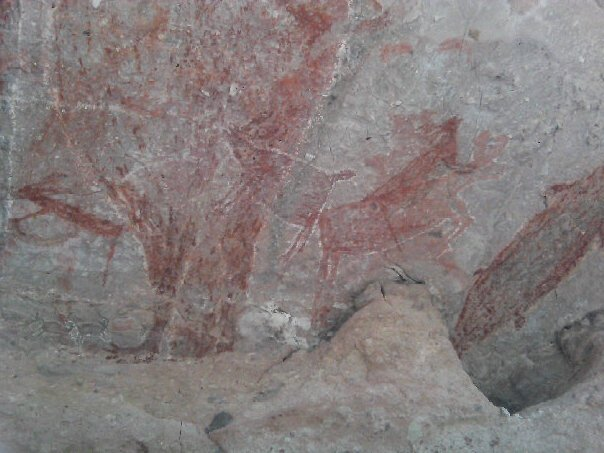
Peinture rupestre dans la sierra de San Francisco.

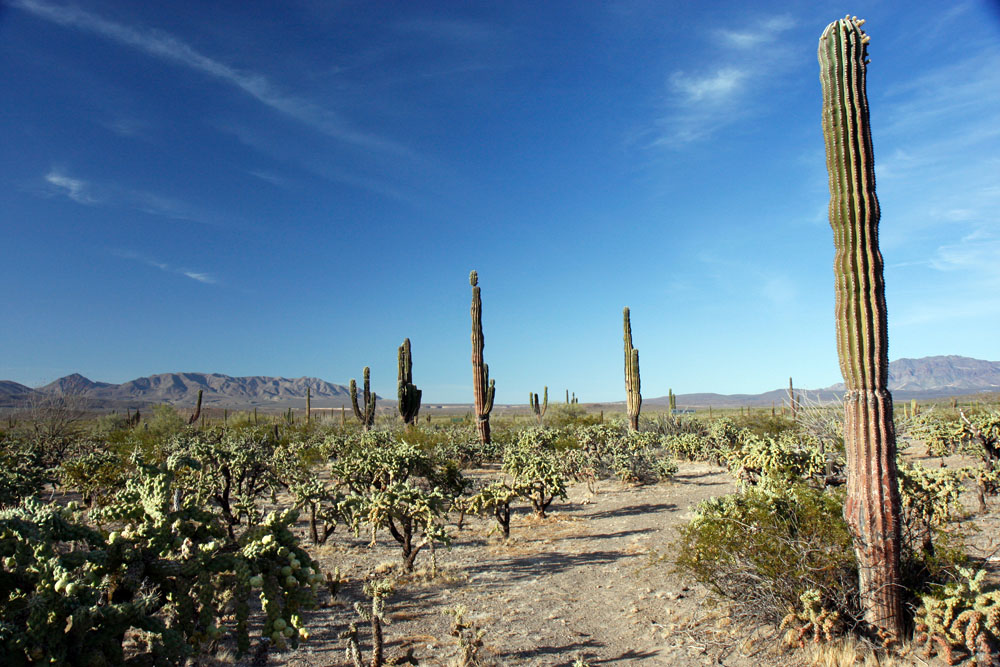
Paysage typique de Basse-Californie du Sud.

La Basse-Californie du Sud ou BCS (prononcé en espagnol : /ˈbaxa kaliˈfoɾnja ˈsuɾ), officiellement l'État libre et souverain de Basse-Californie du Sud (Estado Libre y Soberano de Baja California Sur /esˈtado ˈliβɾe i soβeˈɾano de ˈbaxa kaliˈfoɾnja ˈsuɾ), est un État du Mexique situé dans le nord-ouest du pays. Sa capitale est la ville de La Paz.

## Géographie
L'État occupe sur 73 475 km2 toute la moitié sud de la péninsule de Basse-Californie et est frontalier au nord de l'État de Basse-Californie dont il est séparé par le 28e parallèle. Il est bordé à l'ouest par l'océan Pacifique et à l'est par le golfe de Californie.

## Histoire
On trouve de nombreuses peintures rupestres dans les grottes, ce qui atteste une présence humaine très ancienne et encore largement inconnue.
- Années 1690 et 1700 : colonisation de la Californie par les Espagnols.
- 1804 : division de la Californie en deux zones de missions : Alta California (Haute-Californie) et Baja California (Basse-Californie). La partie nord est confiée aux Franciscains et la partie sud aux Dominicains.
- 1824 : la « Basse-Californie » devient un territoire mexicain lors de l'indépendance du pays.
- 1850 : la Haute-Californie est annexée par les États-Unis et est renommée simplement Californie. La Basse-Californie est à son tour divisée en « Territoire du Nord de la Basse-Californie » et « Territoire du Sud de la Basse-Californie ».
- 1952 : le « Territoire du Nord » devient le 29e État du Mexique (Basse-Californie).
- 1974 : le « Territoire du Sud » devient le 31e État du Mexique (Basse-Californie du Sud).
- 1975 : création de la première université en Basse-Californie du Sud.

## Démographie
En 2015, la population s'élevait à 712 029 habitants.

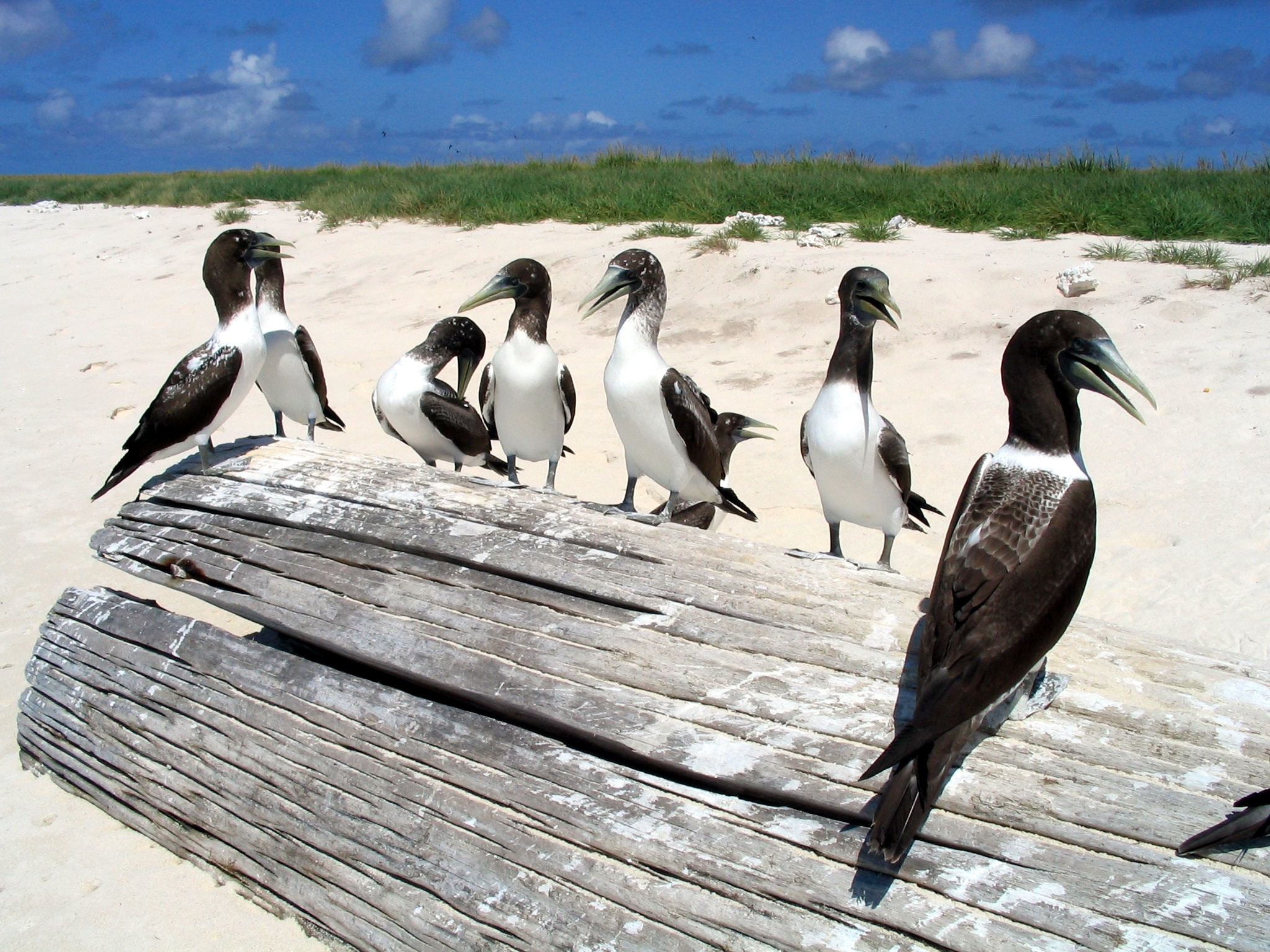
Fou masqué
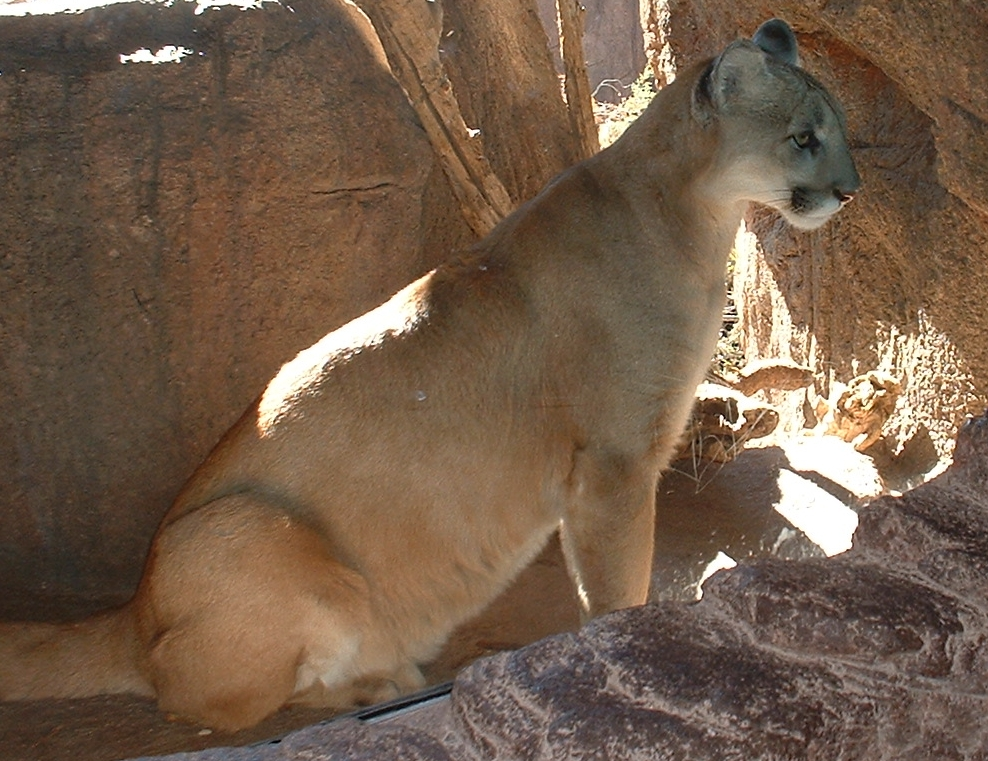
Puma
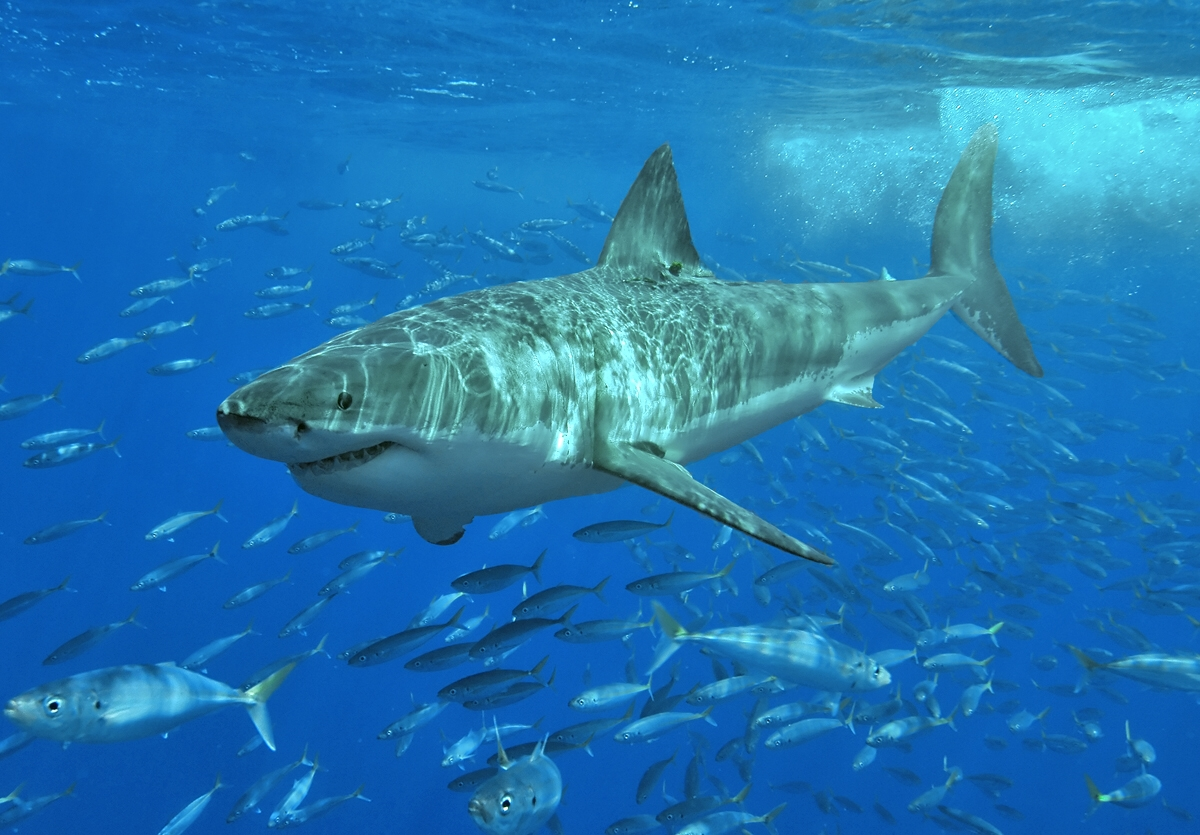
Grand requin blanc
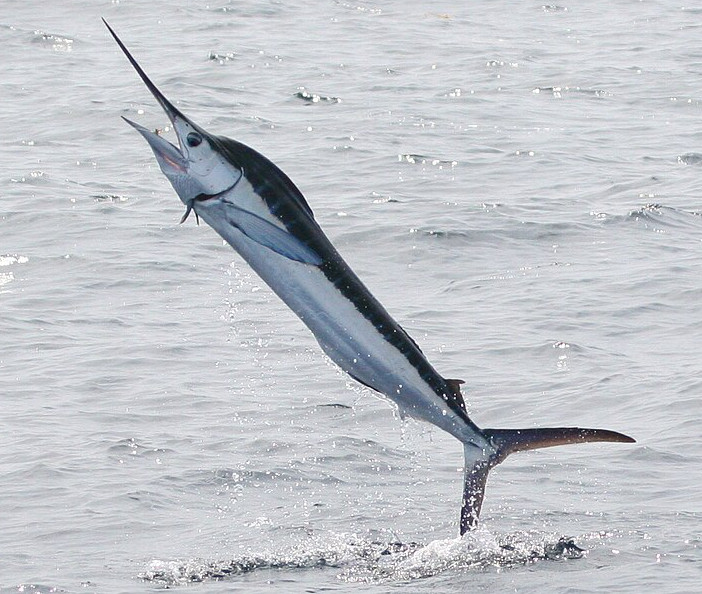
Istiophoridae
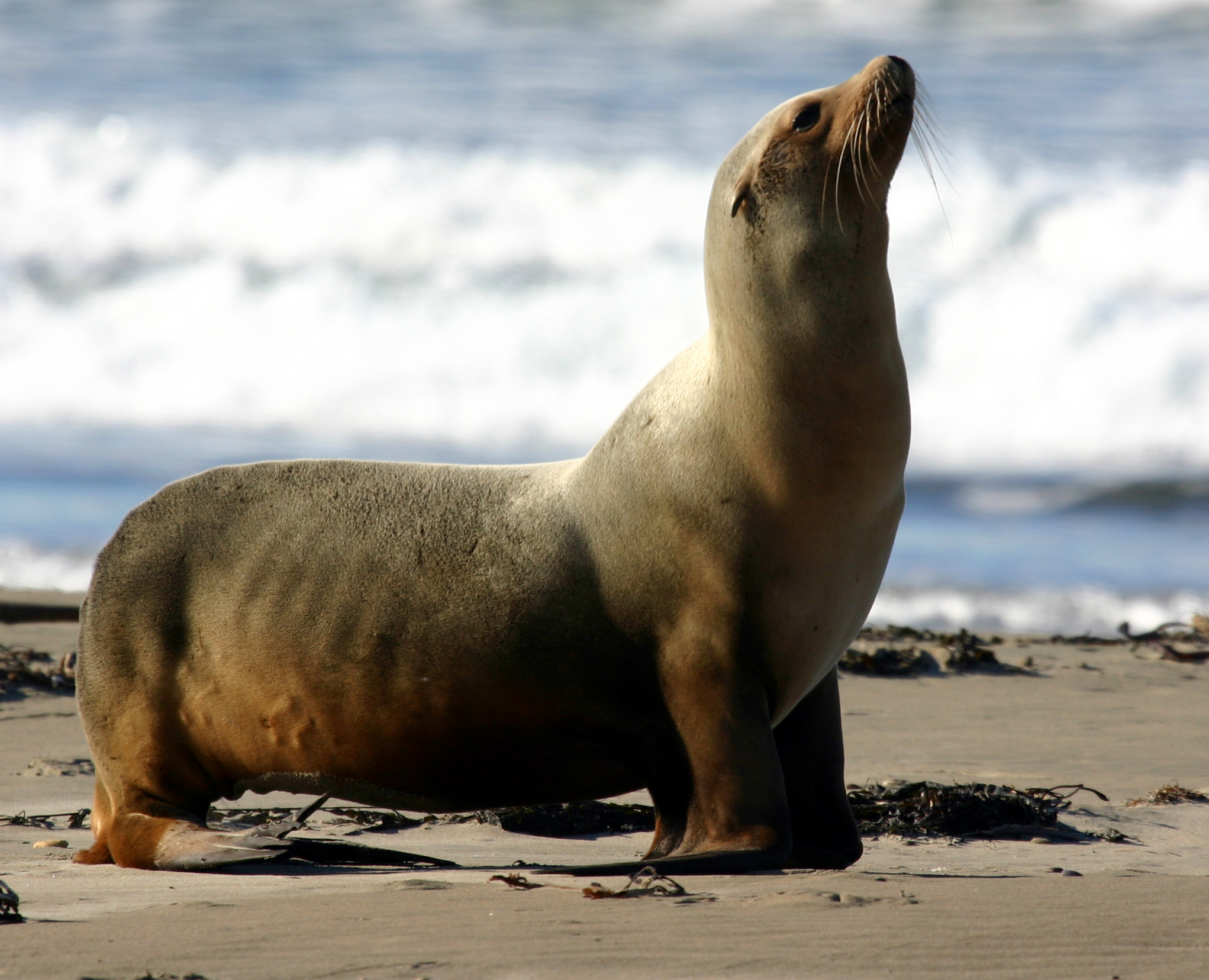
Otarie de Californie
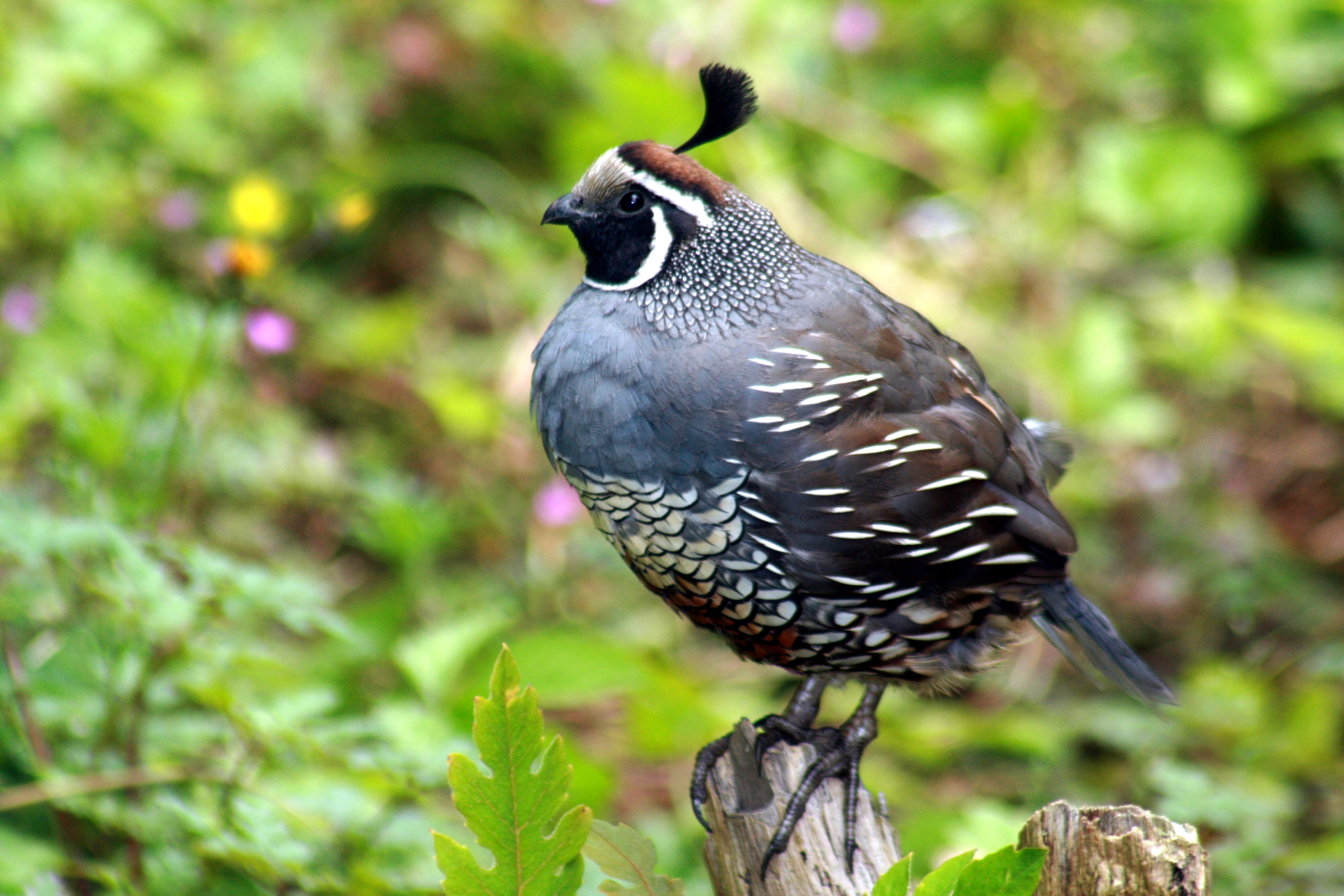
Colin de Californie
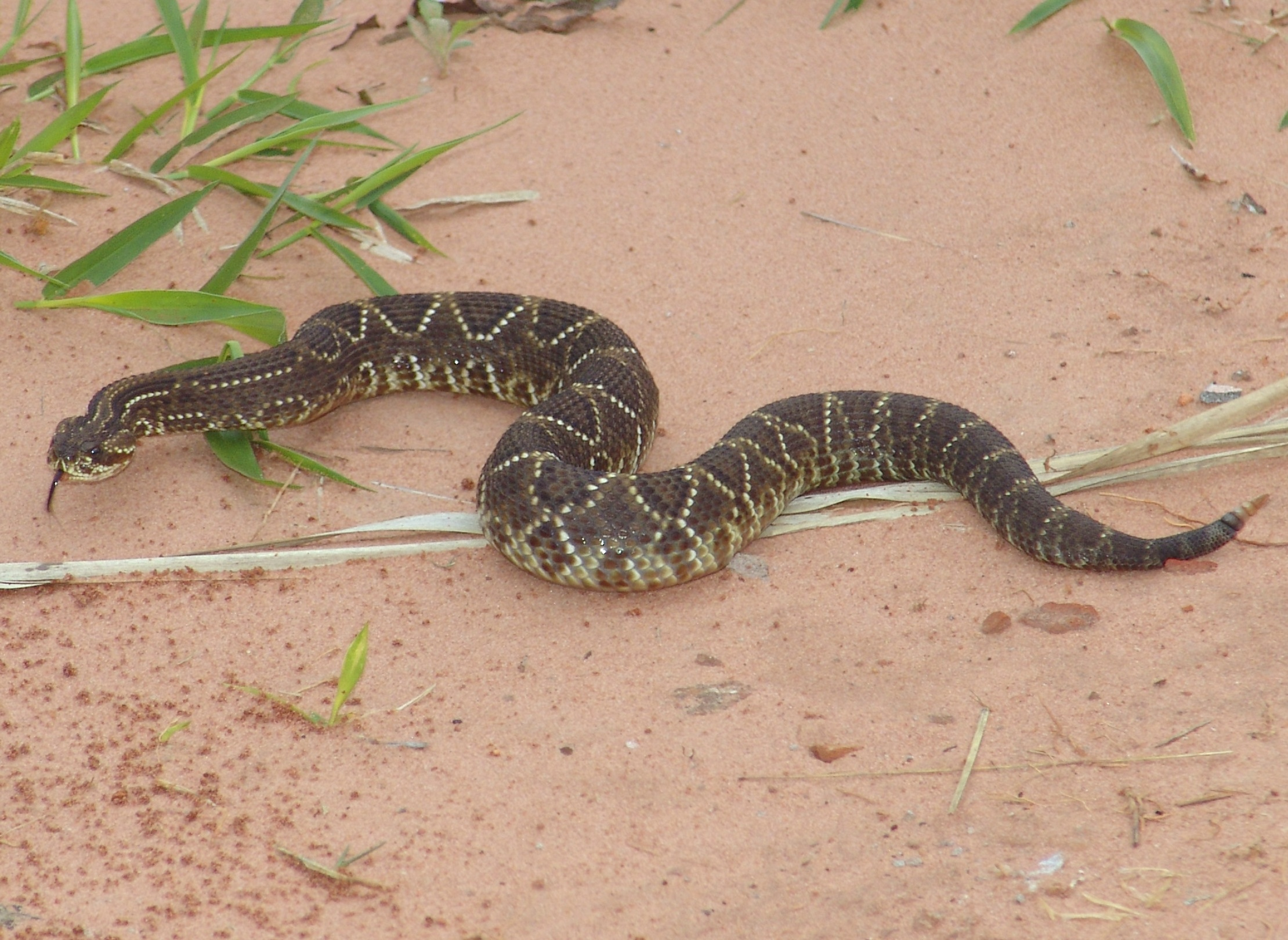
Crotale cascabelle
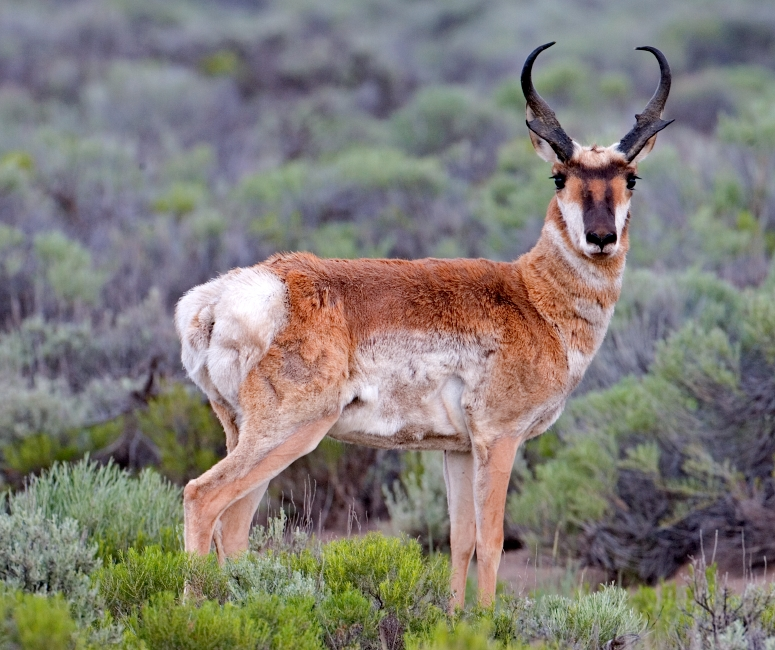
Antilocapra americana
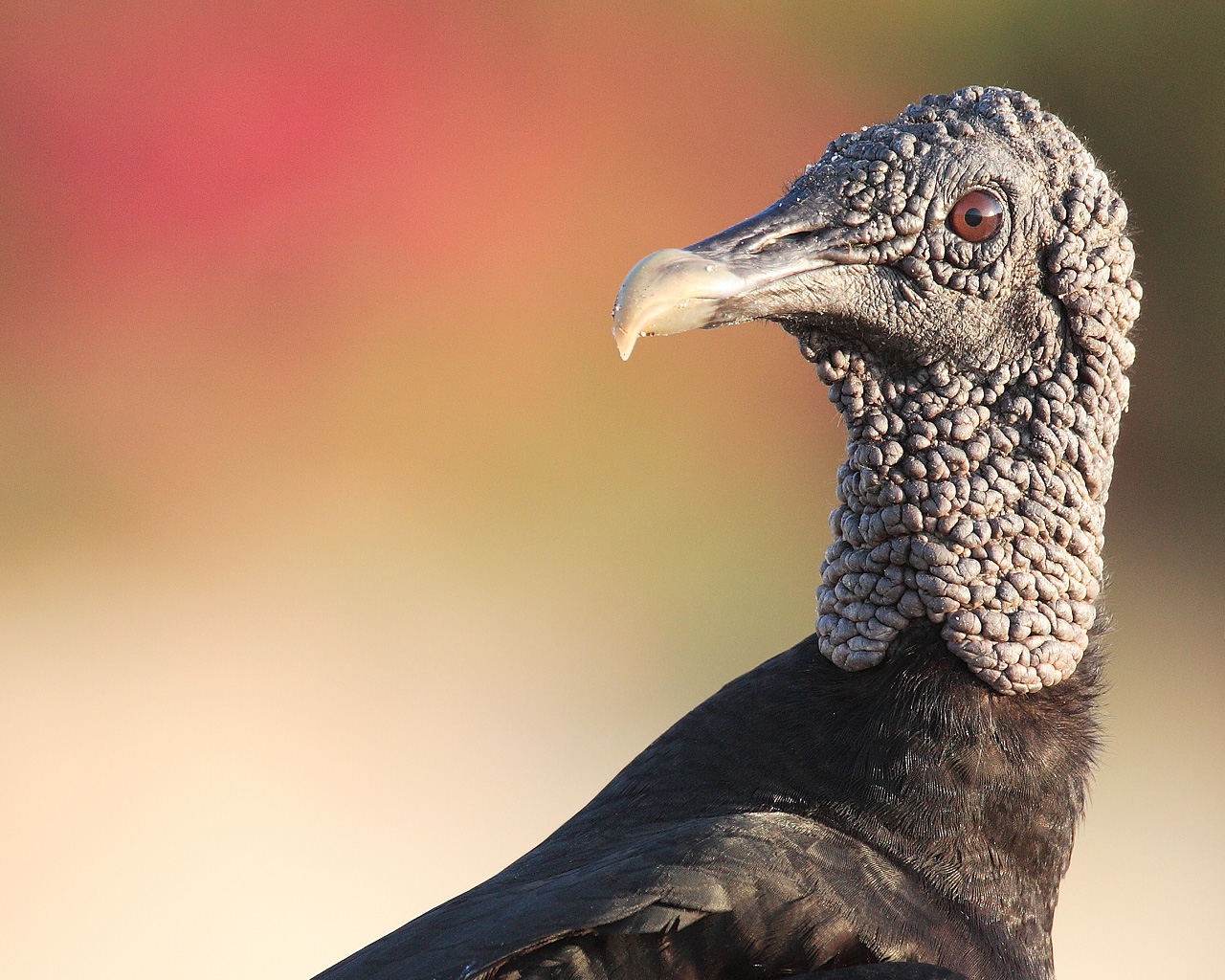
Urubu noir
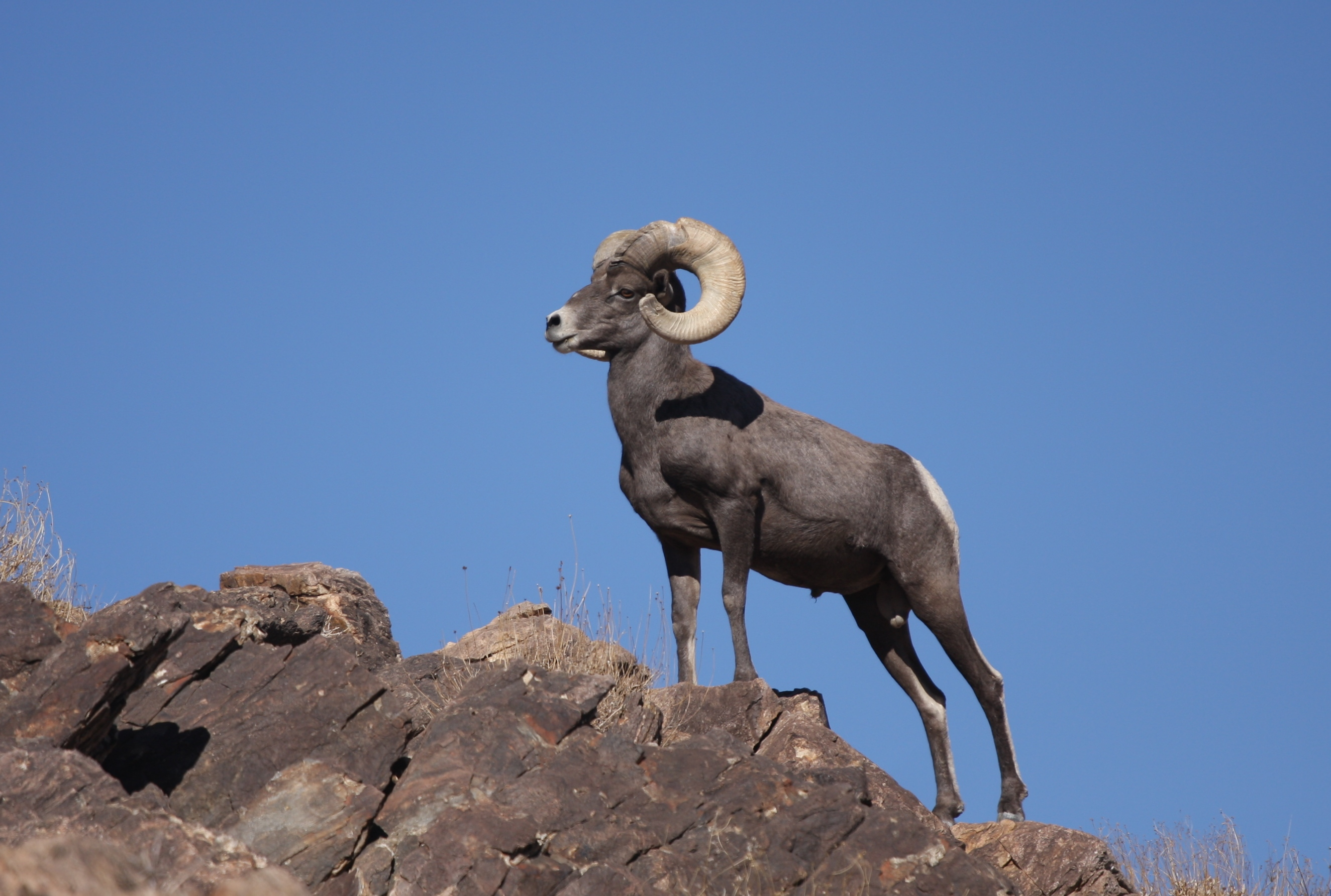
Mouflon canadien
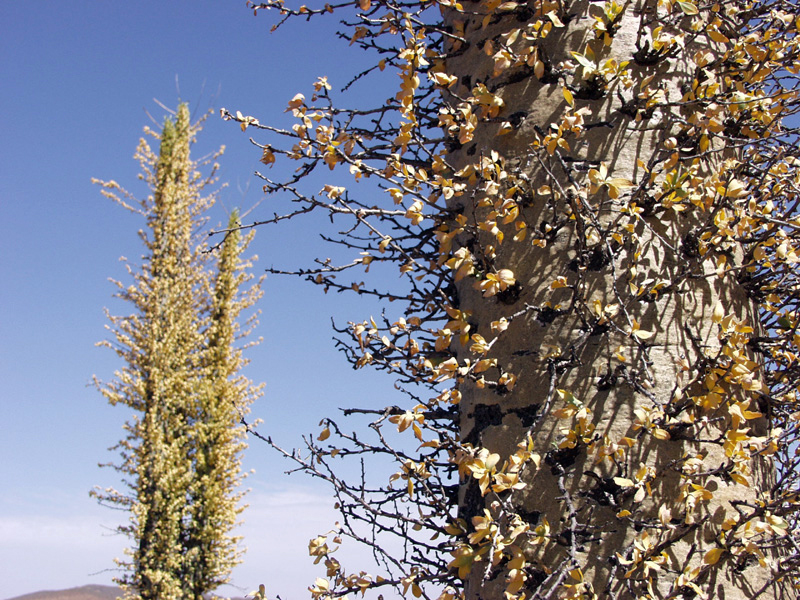
Fouquieria columnaris
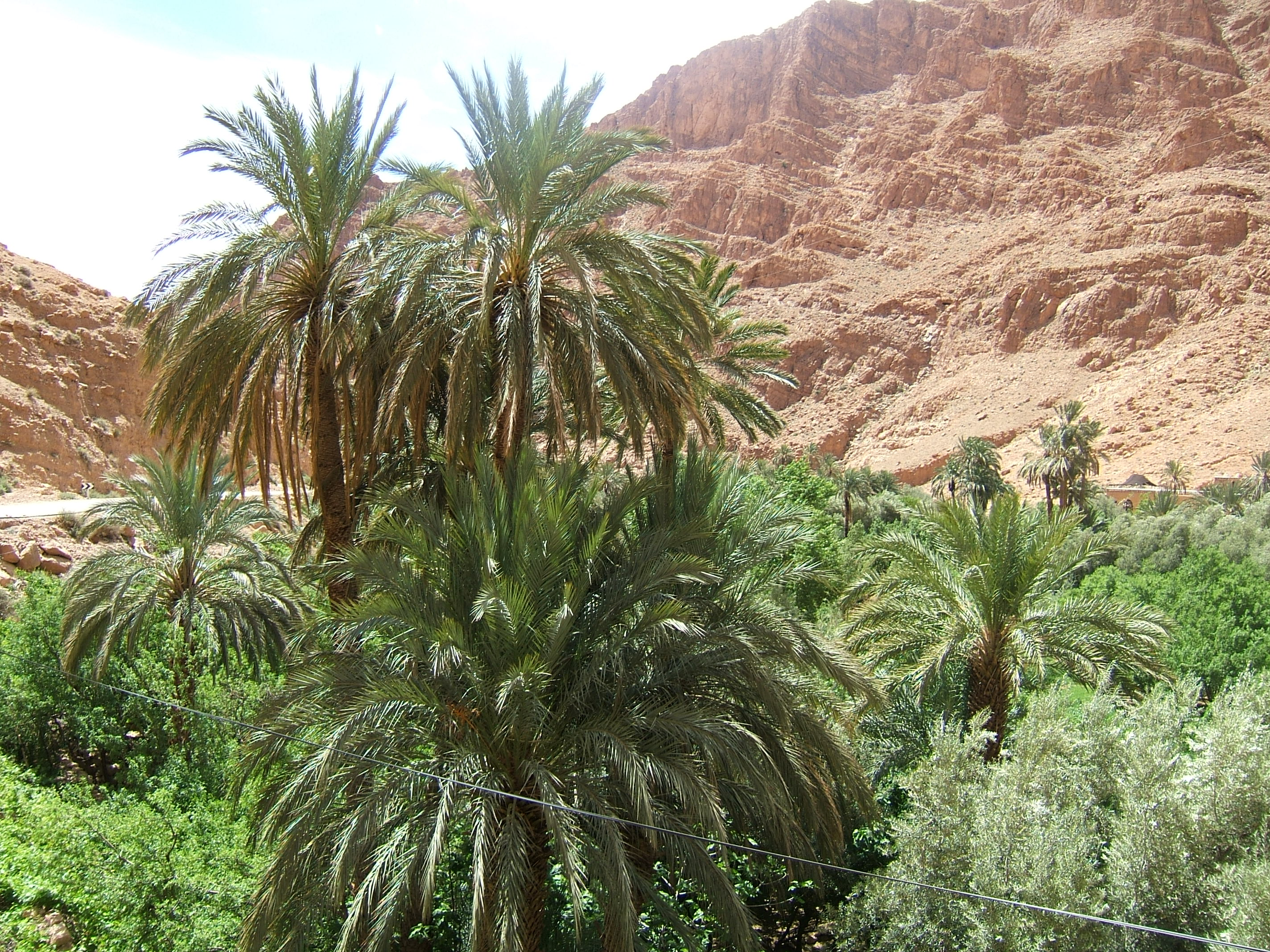
Phoenix dactylifera
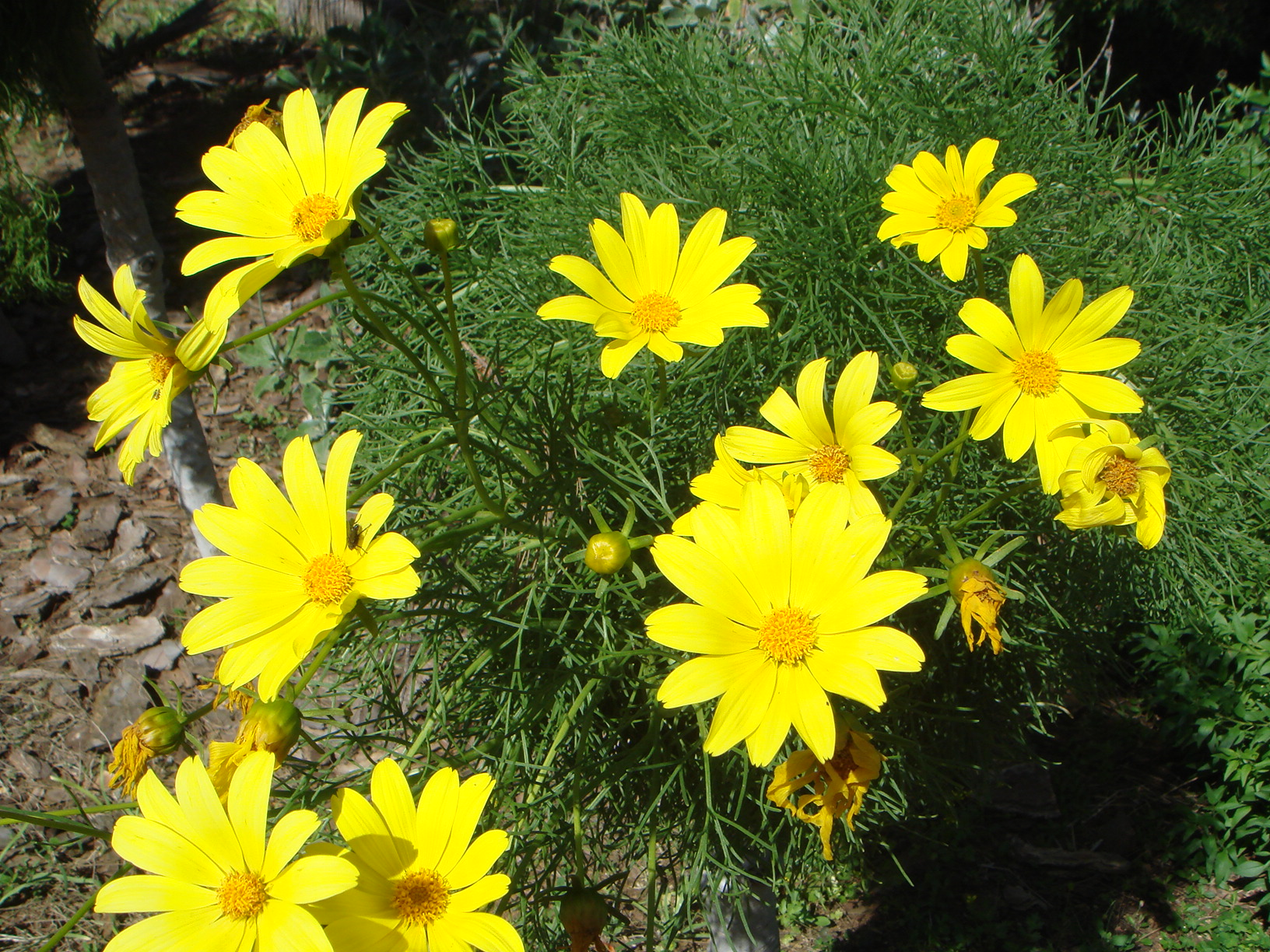
Coreopsis gigantea
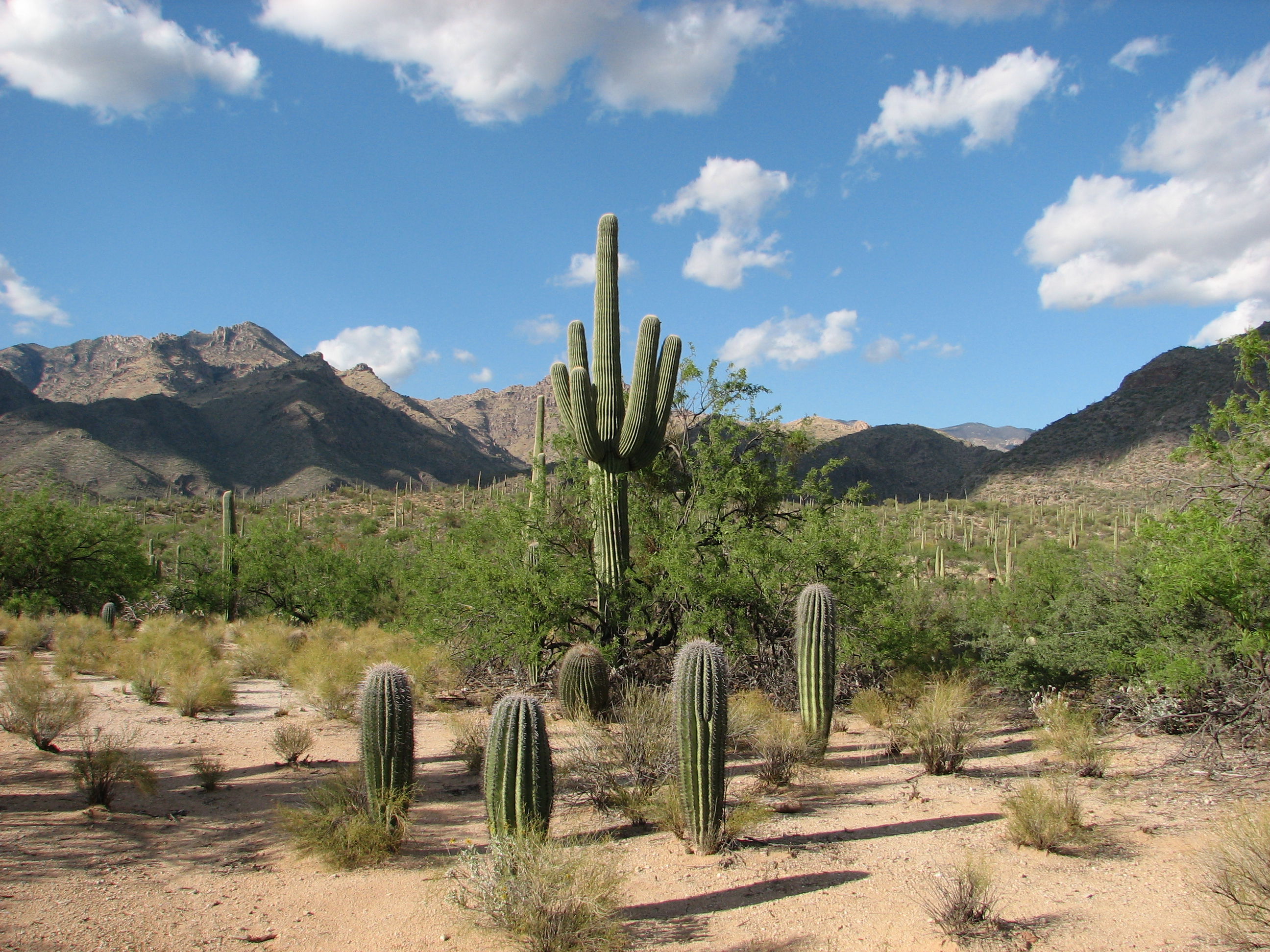
Saguaro
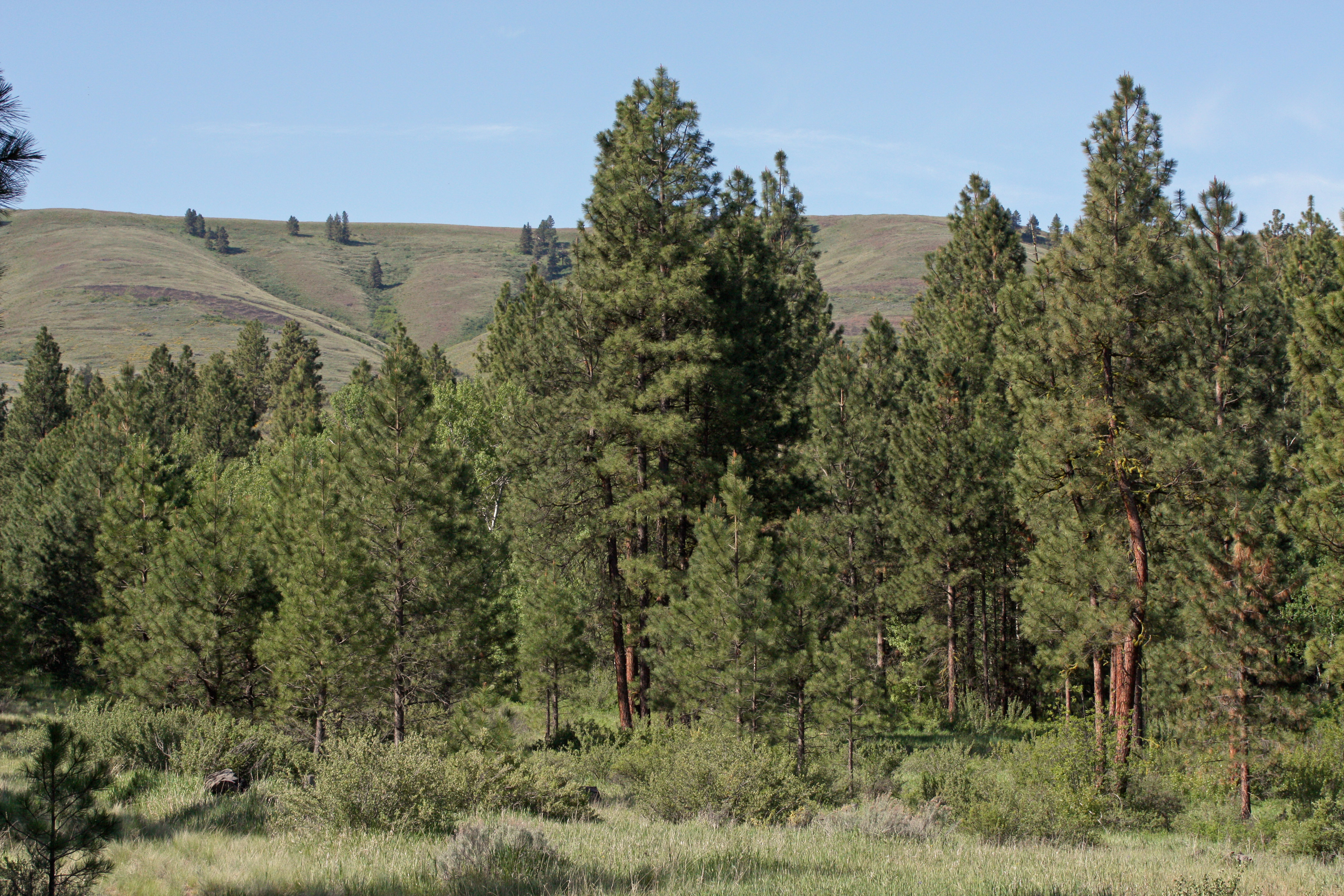
Pin ponderosa

### Villes et urbanisme
La capitale de l'État est La Paz dont l'aéroport s'appelle Manuel Márquez de León International Airport (indicatif IATA : LAP).